# Mercer County, Ohio
Mercer County är ett administrativt område i delstaten Ohio, USA, med 40 814 invånare. Den administrativa huvudorten (county seat) är Celina.

## Geografi
Enligt United States Census Bureau så har countyt en total area på 1 226 km². 1 200 km² av den arean är land och 26 km² är vatten.    

### Angränsande countyn
- Van Wert County - norr
- Auglaize County - öst
- Shelby County - sydost
- Darke County - söder
- Jay County, Indiana - sydväst
- Adams County, Indiana - nordväst